# Andō Shōeki
Andō Shōeki (Japans: 安藤 昌益) (Niida (?), 1703 – aldaar, 29 november 1762) was een Japanse arts, filosoof en auteur. In de 20e eeuw is hij geïnterpreteerd als een voorloper van het marxisme, atheïsme, feminisme en ecologisme. Hoewel hij zeker een scherp maatschappijcriticus was, streefde hij vooral een terugkeer naar een geïdealiseerd verleden na. In die zin was hij een politieke utopist.

## Leven
Andō Shōeki kwam uit een boerenfamilie uit Niida (二井田) bij Odate, waar hij opgroeide. Naar alle waarschijnlijkheid trok hij naar Kyoto om in een tempel zenboeddhisme te studeren en verwierf hij zijn certificaat van verlichting, maar om onbekende redenen zag hij af van een leven als monnik. Hij ging in de leer bij de beroemde geneesheer Ajioka Sanpaku (味岡 三伯) en vestigde hij zich in 1744 in het noordelijke kasteelstad Hachinohe, nadat hij door de lokale heer was aangetrokken als domeinarts.
Hij schreef er wat wakapoëzie, maar liet deze frivoliteiten snel achter zich en toonde zich kritisch voor de machthebbers. Toen een regenjaar een misoogst veroorzaakte, aarzelde hij niet om de heer verantwoordelijk te stellen in een werk waarin hij ziekten en natuurrampen beschouwde als een hemelse straf voor slecht bestuur. Onder de naam "Adepten van het Hemelse Principe van Authenticiteit" (Tenshin Keikai 転真敬会) richtte hij ook een school op.
Vanwege het overlijden van zijn oudste broer Magojamu keerde Andō Shōeki in 1758 terug naar Niida om zich aan het hoofd van zijn familielijn te plaatsen, terwijl zijn vrouw en drie kinderen achterbleven. Vier jaar later stierf hij aan een ziekte. Zijn graf in Odate is in 1978 teruggevonden in het kerkhof van de Sōtō-tempel Onsenji. Het draagt zijn postume boeddhistische namen.
Na zijn dood bleef zijn egalitaire ideologie levendig in Hachinohe. De tempels en schrijnen kregen minder bezoekers en kenden incidenten met zijn volgelingen. De shinto-priesters vervolgden hen omdat ze een stèle hadden opgericht waarin ze Andō Shōeki eerden als "de kami (god) van de boeren". Zijn voornaamste leerling, Kamiyama Senkaku (神山仙確), lijkt gevlucht te zijn met zijn hoofdwerk, een ongepubliceerd encyclopedisch manuscript genaamd Shizen shin’eidō (自然真営道). Het is in 1923 grotendeels verloren gegaan door de brand in de Universiteitsbibliotheek van Tokio als gevolg van de aardbeving van Kanto. Slechts 16 van de 101 volumes zijn bewaard (inclusief de inleiding van Kamiyama Senkaku). Een kleinere, minder scherpe versie had hij bij leven gepubliceerd in drie delen.

## Leer

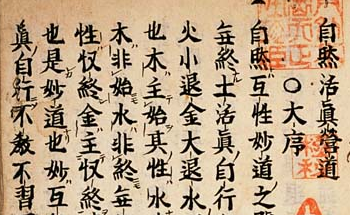
Fragment uit de Shizen shin’eidō

Hij ging in tegen de boeddhistische en confucianistische denkbeelden die gangbaar waren in de Edoperiode en kantte zich op politiek vlak tegen het feodalisme. Hij pleitte voor de afschaffing van de krijgersklasse en de terugkeer naar een egalitaire agrarische samenleving. Tegenover de corrupte 'Wereld der wet' (法世 hōsei) plaatste hij een utopische 'Natuurlijke wereld' (自然の世 shizen no yo), waarin alle mensen gelijk waren. Centraal stond het begrip chokkō (直耕), wat vertaald kan worden als 'direct levensonderhoud'. Ieder moest zich voeden en kleden door directe grondbewerking. Mannen en vrouwen dienden monogaam en in gelijkheid samen te leven.
In zijn Verhalen uit de wereld der wet liet hij achtereenvolgens vogels, viervoeters, kruipende dieren en vissen kritiek leveren op de heersende toestanden in de mensenmaatschappij.
Tōdō shinden was een polemisch werk uit vijf delen: Correctie van de fouten van de wijzen, Correctie van de fouten van het boeddhisme, Over de mens, Over de dieren, en Over de tienduizend landen. In dit laatste deel gaf hij een idealiserende beschrijving van de Zeven Provinciën, dat hij beschouwde als het beste land ter wereld. Oorlog was er onbekend en iedereen bewerkte het land. Aangezien hij geen directe kennis had van Holland, moet dit in verband worden gebracht met zijn utopisme. Ook van de Aino stak hij de lof.

## Museum
In Hachinohe is er een Andō Shōeki Museum.

## Publicaties
- Koyomi no tai’i, 1745 (De elementen van de kalender)
- Tōdō shinden (統道真伝), 5 dln., ca. 1751-1752 (De ware verklaring van de aldoordringende weg)
- Shizen shin’eidō (自然真営道), 3 dln., ca. 1752-1755 (De weg van de werking van het levensbeginsel in zijn spontane loop)
- Shizen shin’eidō (自然真営道), 100 dln.
  - Shihōsei monogatari (Verhalen uit de wereld der wet)

## Uitgaven en vertalingen
- Andō Shōeki kenkyūkai 安藤昌益研究会, Volledig werk van Andō Shōeki 安藤昌益全集, Tokio, Nōsangyoson bunka kyōkai, 22 dln., 1982-1987
- Andō Shōeki, Het tribunaal der dieren. Een politieke fabel uit het oude Japan, vert. Linda Meynderts, 1994 (naar: Animal Court. A Political Fable from Old Japan, vert. Jeffrey Hunter, 1992)

## Voetnoten
1. ↑  Wakao Masaki, "Ideological Construction and Books in Early Modern Japan — Political Sense, Cosmology, and World Views" in: Listen, Copy, Read. Popular Learning in Early Modern Japan, eds. Matthias Hayek en Annick Horiuchi, 2014, p. 55-56
2. ↑  Remke Kruk, "Nawoord" in: De Zuivere Broeders van Basra, De zaak van de dieren tegen de mensen, 2010, p. 269

- Bibliothèque nationale de France: cb12561363h (data)
- CiNii: DA00365826
- Gemeinsame Normdatei: 119091909
- International Standard Name Identifier: 0000 0000 8123 0326
- Library of Congress Control Number: n82139162
- Bibliotheek van het Japanse parlement: 00269191
- Nationale Bibliotheek van Israël: 987007301821305171
- Nederlandse Thesaurus van Auteursnamen: 125254474
- Système universitaire de documentation: 035371315
- Virtual International Authority File: 44415205
- WorldCat: E39PBJxRDmQbDfjg8kC6c7wwG3